# Клод-Проспер Жольйо де Кребійон
Клод-Проспер Жольйо де Кребійон, відомий як Кребійон-син (фр. Claude-Prosper Jolyot de Crébillon; нар. 14 лютого 1707, Париж — пом. 12 квітня 1777, Париж) — французький письменник.

## Біографія
Народився в сім'ї драматурга Проспера Кребійона Жольйо, сеньйора де Кребійона (1674—1762) та його дружини Марі Шарлотти Пеаже (бл. 1690—1711), доньки паризького аптекаря. Навчався в єзуїтському колежі Людовика Великого (1720—1725 або 1726), проте ухилився від вступу до ордену. Був у добрих стосунках із Жаном-Філіпом Рамо і Франсуа Буше, дружив з Луї-Себастьяном Мерсьє.
Кребійон-син одружився з Генрієттою Стаффорд-Говард (1711—1755) 23 квітня 1748 року. У пари народився син Мадлен Анрі Жольйо Кребійон, який помер у віці чотирьох років.
Кребійон-син був відомий своїм сатиричним романом з ключем «Танзаї та Неадарне» (Tanzaï et Néadarné, 1734), романом від першої особи «Помилки серця та розуму» (1736), моральною казкою «Софа» (Le Sopha, 1742) та моральним діалогом «Випадковість біля каміна» (Le Hasard du coin du feu, 1763).
Кілька разів йому довелося зазнавати репресій за свої "розпусні тексти"; після публікації «Танзаї та Неадарне» він був засуджений до кількох тижнів ув'язнення у Венсенні; У відповідь на «Софу» його вигнали з Парижа.
Кребійон користувався захистом мадам де Помпадур, якій він також завдячував посадою королівського цензора, яку раніше обіймав його батько.
У 1768 році він опублікував «Листи герцогині», епістолярний роман, який не мав успіху у Франції. Після публікації в 1771 році «Афінських листів", поліфонічного, розпусного і політичного епістолярного роману, він перестав писати, відчуваючи, що "втратив зв'язок зі своїм століттям". У 1772 році, ще за його життя, вийшло повне семитомне зібрання його творів, що стало знаком визнання його як письменника. У 1774 році він став театральним цензором на два роки. Помер невдовзі після цього в Парижі. Хоча дата його смерті є дискусійною, найбільше поширеною є дата 12 квітня 1777 року.
Твори Кребійона були широко сприйняті в Німеччині епохи Просвітництва; Деякі твори Крістофа Мартіна Віланда, зокрема «Пригоди дона Сільвіо фон Розальви» (1764) і «Золоте дзеркало» (1772), написані під його впливом.